# Panagjurischte

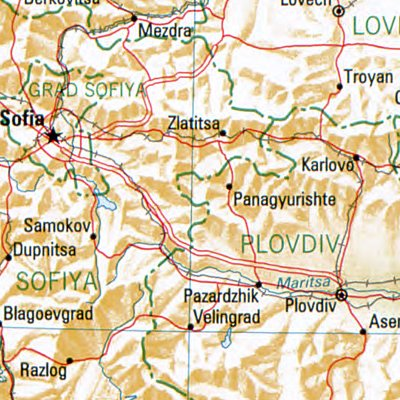
Lage von Panagjurischte

Panagjurischte [pɐnɐˈɡjuriʃtɛ] (engl. Umschrift Panagyurishte, internationale Transliteration Panagjurište, bulgarisch Панагюрище) ist eine bulgarische Stadt am Oberlauf der Mariza. Sie liegt 43 Kilometer nördlich von Pasardschik im Sredna Gora Gebirge. Gleichzeitig ist sie das Verwaltungszentrum der gleichnamigen Gemeinde.
Bei Panagjurischte wurde 1949 der thrakische Goldschatz von Panagjurischte gefunden, der seit den 1970er Jahren im Archäologischen Museum in Plowdiw aufbewahrt wird.

## Geschichte
Begünstigt durch die Lage, die Natur und das Klima siedelten bereits vor dem Mittelalter Menschen in der Region. Sie bauten unter anderem die Festungen Krasen und Duschkovtschenin, deren Ruinen erhalten sind. Die Gründung der Stadt Panagjurischte – benannt nach dem Griechischen πανηγυρι – erfolgte in der Zeit der Osmanischen Eroberungen auf dem Balkan. Laut der Statistik des Ethnographen Wassil Kantschow lassen im 16. Jahrhundert Siedler aus dem heutigen Westteil Nordmazedonien (Debar, Prilep) und Nordgriechenland (Kostur) vor allem Albaner in die Region nieder. Der alte türkische Name (bis 1885) war Otluk-Köy (Otluk Köyü).
In der ersten Hälfte des neunzehnten Jahrhunderts existierten in Panagjurischte Niederlassungen der großen Bulgarischen Kloster: Rila, Sograf und Kalugerow, die im Ort jeweils eine Zellenschule betrieben.
Amerikanische Missionare, welche die Stadt 1861 besuchten berichten, dass sie 12.500 bulgarische Einwohner hatte die eine große Schule unterhielten.
Panagjurischte war eines der Zentren des Aprilaufstandes gegen die osmanische Herrschaft im Mai 1876. Obwohl nicht erfolgreich und brutal niedergeschlagen, spielte der Aufstand eine wichtige Rolle für die bulgarische Nationalbewegung. Die Stadt wurde niedergebrannt, aber ab 1878 wiederaufgebaut. Historische Bauwerke sind jedoch kaum erhalten.
Im Jahr 1949 fanden drei Brüder, die eine Ziegelei betrieben, auf der Suche nach Tonvorkommen in der Umgebung der Stadt einen Goldschatz. Archäologen haben den Fund auf das 4. bis 3. Jahrhundert v. Chr. datiert. Im Ort entstand daraufhin ein Historisches Museum, in welchem Kopien des Schatzes gezeigt werden; die Originale wurden nach Plowdiw gebracht.
Im Jahr 1977 wurde Panagjurischte zum Gemeindezentrum bestimmt.
Von 1983 bis zur Wende in der DDR bestand eine Städtepartnerschaft mit der deutschen Stadt Aue in Sachsen, wo die Bockauer Straße von der Stadtverwaltung in Panagjurischter Straße umbenannt worden war. Nach 1990 erhielt sie aber ihren alten Namen zurück, die Städtepartnerschaft wurde nicht fortgesetzt.
Die Stadt ist seit 2005 Namensgeber für den Panagjurischte-Nunatak auf Greenwich Island in der Antarktis.

## Religion

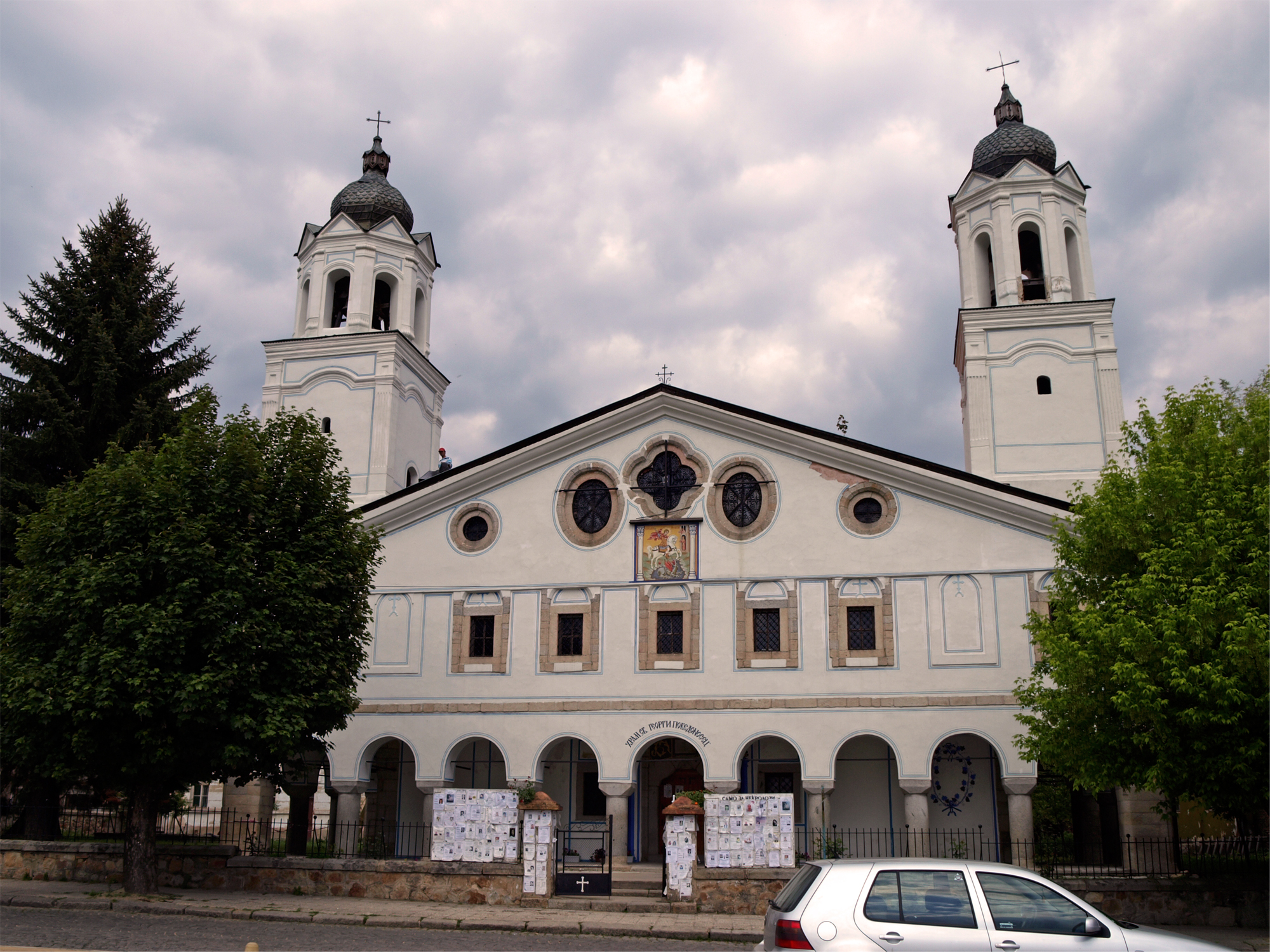
Kirche Hl. Georg

Die Mehrheit der Bevölkerung ist christlich. Im Stadtzentrum gibt es die protestantische Kirche St. Georg. In der Umgebung des Ortes stehen einige orthodoxe Kapellen. Der Islam ist in der Gemeinde praktisch nicht vertreten.

## Wirtschaft und Verkehr
Große Arbeitgeber der Stadt sind der optoelektronische Konzern Optix AG, der Endoskopiehersteller Schölly Optix, das Bergbauunternehmen Assarel-Medet, die Bunai AG, die Kunststoffprodukte herstellt, die Textilfabriken Jana und Riton P. Erstere erzeugt Baumwollhandtücher, Riton P – bereits 1939 gegründet, danach mehrfach umbenannt, 1997 privatisiert – hat sich auf die Produktion von Hemden, Blusen und T-Shirts spezialisiert. Panagjurischte ist Endstation einer Eisenbahnlinie von Plowdiw. Durch die Stadt verläuft die Straße II-37.

## Sehenswürdigkeiten
Besichtigen lässt sich bei dem nahegelegenen Ort Starosel die Ausgrabungsstätte eines thrakischen Tempels aus dem 5. Jahrhundert v. Chr. Darüber hinaus sind mehrere Museen zu nennen. Ein Theater, drei Monumente für Persönlichkeiten der Stadtgeschichte und die historische Stätte Oborischte, rund 8 km außerhalb der Stadt, sind weitere Sehenswürdigkeiten.

## Söhne und Töchter der Stadt
- Marin Drinow (1838–1906), Aufklärer, Historiker und Linguist
- Anka Pelowa (* 1939), Sportschützin